# Mormoons dieet
Het dieet van de mormonen sluit het gebruik uit van niet-voorgeschreven drugs, tabak, alcohol, koffie, cola en thee.

## Oorsprong
Volgens de Kerk van Jezus Christus van de Heiligen der Laatste Dagen heeft God door openbaring het gebruik van deze middelen afgeraden.
Deze voorschriften vloeien voort uit de wetten van gezondheid die de stichter Joseph Smith volgens de mormonen in 1833 door openbaring van God heeft ontvangen en die bekendstaan als het Woord van Wijsheid en die zijn opgenomen in afdeling 89 van het boek Leer en Verbonden. Wie de adviezen opvolgt zou grote fysieke en geestelijke zegeningen ontvangen. Het Woord van Wijsheid spreekt over "hot drinks" (hete dranken). Mogelijk werden er oorspronkelijk koffie en thee mee bedoeld, maar de term werd uitgebreid en verwijst nu niet meer naar de temperatuur van het drankje. De kerkleden verklaren dat dit nu ook koude versies van deze drankjes omvat, maar bijvoorbeeld geen warme kruidenthee.

## Andere voorschriften
In de gezondheidswetten van de mormonen staat dat granen, groenten en kruiden de belangrijkste bronnen van voedsel zijn en dat vlees met mate moet worden gegeten. Het belang van deze voedingsadviezen hangt samen met de visie dat het lichaam de tempel is van de geest en daarom zo gezond en rein mogelijk moet worden gehouden.